# Ойский хребет
О́йский хребе́т — горный хребет на юге Красноярского края России, в северной части Западного Саяна. Расположен между долинами рек Оя и Казырсук, правого притока Енисея.
Протяжённость хребта составляет около 80 км. Максимальная высота — 2006 м. Хребет сложен главным образом метаморфическими сланцами и гранитами. В пределах хребта преобладает рельеф среднегорного типа, в западной части с более резкими формами и следами оледенения (кары, цирки). Склоны покрыты кедрово-лиственнично-пихтовой тайгой.